# جون روبنسون (محامي)
جون روبنسون (بالإنجليزية: John Robinson)‏ هو قاضي ومحامي أمريكي، ولد في 17 ديسمبر 1880 في مانسفيلد في الولايات المتحدة، وتوفي في 9 أكتوبر 1951.